# Julemærket (dokumentarfilm fra 1959)
 For alternative betydninger, se Julemærket. (Se også artikler, som begynder med Julemærket)
Julemærket er en dansk dokumentarfilm fra 1959 instrueret af Erling Wolter efter eget manuskript.

## Handling
I et digt, som læses af Ingeborg Brams, appellerer Grethe Heltberg til alle om at sætte et julemærke på deres julekort. Julemærkesalget giver økonomisk grundlag for et hjælpearbejde, der ikke får offentlig støtte. I årenes løb er der ydet over 2 1/4 million kroner til institutioner inden for børneforsorgen, og hvert år behandles over tusind børn på julemærkehjemmene.